# 缩砂密
缩砂密（學名：Wurfbainia villosa var. xanthioides）为砂仁的一个变种。